# Цай Хэсэнь
Цай Хэсэ́нь (кит. упр. 蔡和森, пиньинь Cài Hésēn — 30 марта 1895, Шанхай — 4 августа 1931, Гуанчжоу) — один из ранних лидеров Коммунистической партии Китая, друг и однокашник Мао Цзэдуна. Совместно с Мао и другими университетскими товарищами создал общество «Обновление народа» в 1918 году. Будучи одним из основателей и самых важных теоретиков Китайской Коммунистической партии, Цай Хэсэнь внёс огромный вклад в развитие стратегии и пропаганды, которые были важны для раннего периода КПК. Также оказал влияние на формирование политических взглядов Мао Цзэдуна.

## Биография
Цай Хэсэнь родился в семье купца Цай Жунфэна и его супруги Гэ Цзяньхао в Шанхае в 1895 году. Вскоре после рождения Цай Чан, младшей сестры Цай Хэсэня, родители развелись, и мать вместе с детьми переехали в провинцию Хунань. Несмотря на тяжёлое финансовое положение семьи, в 1913 году Цай Хэсэнь сумел поступить в Первое провинциальное педагогическое училище провинции Хунань в городе Чанша, где он знакомится с Мао Цзэдуном и обучается под началом китайского философа Яна Чанцзи.В период обучения Цай Хэсэнь продемонстрировал особый интерес к литературе, философии и истории, и оказался очень упорным и трудолюбивым студентом. В 1918 году вместе с Мао Цзэдуном и другими университетскими соратниками организовал общество «Обновление народа». Изначально нацеленное на развитие «научных исследований и морального облика», общество стало центром политических дебатов о будущем Китая и мира. В 1919 году вместе с сестрой, матерью и будущей женой Сян Цзинъюй уехал во Францию.

## Жизнь во Франции
В Париже Цай Хэсэнь изучал марксистскую литературу, интересовался историей большевизма и Октябрьской революции, что оказало огромное влияние на становление Цай Хэсэня как марксиста и теоретика Китайской Коммунистической Партии. В письмах Мао Цзэдуну Цай Хэсэнь писал, что он «верит, что социализм — главное средство преобразования мира, в том числе и Китая». Он изложил своё видение главных принципов коммунистической партии в Китае:
1. Целью партии должно быть осуществление пролетарской революции, и она должна стать «авангардом» пролетариата
2. Партия должна опираться на идеи марксизма
3. Партия должна придерживаться революционного подхода и отвергать реформизм
4. Члены партии должны обладать железной дисциплиной
5. Партия должна поддерживать тесную связь с массами — рабочими и крестьянами — для их мобилизации и захвата власти и осуществления «диктатуры пролетариата».[4]

В Париже Цай Хэсэнь писал большое количество статей и писем, в которых анализировал марксистские движения Европы, размышлял о социализме и марксизме и их месте в контексте Китая. Он опубликовал несколько статей в журнале «Новая Молодёжь». В письме Мао Цзэдуну от 13 августа 1920 года Цай Хэсэнь описал своё видение марксизма в Китае, а также писал о необходимости создания Коммунистической партии в Китае на манер той, что была создана в России. В 1921 году, после основания Коммунистической партии Китая, основал французский филиал партии. В том же 1921 году был депортирован обратно в Китай французскими властями за организацию митингов.

## Революционная деятельность
В 1921 году после возвращения из Франции при содействии Чэнь Дусю вступил в Коммунистическую партию. В 1922 году вошёл в состав Центрального Комитета партии вместе со своей женой Сян Цзинъюй. В том же 1922 году основал газету «Путеводитель», официальную газету Коммунистической партии. В 1925 году возглавил китайскую делегацию на заседании Коммунистического интернационала в Москве, во время которой выступил с докладом об истории Коммунистической партии Китая. В 1927 году занял должность министра пропаганды, а также был избран членом Политбюро на Пятом съезде Коммунистической партии.
В 1931 году Цай Хэсэнь отправился в Гонконг для оказания помощи в восстановлении провинциального комитета партии в провинции Гуандун, однако был выдан Гу Шуньжаном и арестован китайским милитаристом Чэнь Цзитаном. В августе 1931 года был расстрелян.

## Оценка деятельности
Цай Хэсэнь был одним из первых, кто заявил о необходимости официального создания Коммунистической партии Китая. Он внёс большой вклад в разработку идейно-теоретической основы партии, её принципов и организации.
Цай Хэсэнь был одним из лидеров «движения 30 мая», и его деятельность оказала большое влияние на распространение коммунистических идей на юге Китая.

## Наследие
14 сентября 2009 года Цай Хэсэнь был назван одним из 100 героев, внёсших выдающийся вклад в основание Нового Китая.